# Conor Washington
Conor James Washington (Chatham, Inglaterra, Reino Unido, 18 de mayo de 1992) es un delantero de Irlanda del Norte que juega en el Matlock Town F. C. de la Northern Premier League.

## Comienzos
En 2010, cuando tenía 18 años, Washington era un cartero de nacionalidad inglesa a sueldo del servicio postal británico, trabajo que alternaba jugando en equipos amateurs, como el St Ives Town F. C., situado al norte de Londres. Sin ser consciente de que llegaría a ser futbolista profesional, Conor estudiaba para convertirse en operador de sistemas armamentísticos de la Real Fuerza Aérea británica (RAF).

## Trayectoria deportiva
Ya en 2012, el Newport County Association Football Club abona 5000 libras esterlinas por el pase del ariete, que ayudaría a que el equipo ascendiera a la Football League, que engloba la 2.ª, 3.ª y 4.ª división del país británico.
Su buen papel, hizo que en 2014 vistiera la elástica del Peterborough United Football Club firmando muy buenos registros goleadores, algo que le impulsó a dar el salto a la Football League Championship de la mano del Queens Park Rangers Football Club, que abonaría 2,8 millones de libras a principios de 2016.

### Selección nacional
Debutó en marzo de 2016 en el estadio Windsord Park de Belfast en un amistoso contra Eslovenia, donde marcaría el único gol del partido. De momento suma cuatro tantos con su selección.
| Club                      | País       | Año       | Partidos jugados | Goles |
| ------------------------- | ---------- | --------- | ---------------- | ----- |
| St Ives Town F. C.        | Inglaterra | 2010-2012 | 50               | 52    |
| Newport County A. F. C.   | Inglaterra | 2012-2014 | 39               | 5     |
| Peterborough United F. C. | Inglaterra | 2014-2016 | 82               | 27    |
| Queens Park Rangers F. C. | Inglaterra | 2016-2018 | 10               | 0     |
| Sheffield United F. C.    | Inglaterra | 2018-2019 |                  |       |
| Heart of Midlothian F. C. | Escocia    | 2019-2020 |                  |       |
| Charlton Athletic F. C.   | Inglaterra | 2020-2022 |                  |       |
| Rotherham United F. C.    | Inglaterra | 2022-2023 |                  |       |
| Derby County F. C.        | Inglaterra | 2023-2025 |                  |       |
| Matlock Town F. C.        | Inglaterra | 2025-     |                  |       |